# Mount Fletcher
Mount Fletcher ist eine Stadt in der südafrikanischen Provinz Ostkap. Sie liegt in der Gemeinde Elundini im Distrikt Joe Gqabi.

## Geographie
2011 hatte Mount Fletcher 11.488 Einwohner. Die meisten Bewohner geben isiXhosa als Muttersprache an, gefolgt von Sesotho. Der Berg Mount Fletcher liegt am Ostrand der Stadt. Er überragt sie um mehr als hundert Meter. Lesotho liegt rund 50 Kilometer nordwestlich.

## Geschichte
Die Stadt wurde 1882 nach dem Ende der Grenzkriege gegründet. Der Ort wurde nach dem nahen Berg benannt, der seinen Namen nach Reverend John Fletcher, Freund von John Wesley, oder einem dort stationierten Captain Fletcher erhielt.
Mount Fletcher lag im Gebiet von Griqualand East und später im 1994 aufgelösten Homeland Transkei.

## Wirtschaft und Verkehr
In Mount Fletcher befindet sich ein Campus des Ingwe TVET College, an dem Techniker ausgebildet werden. Im Ort befindet sich ein Krankenhaus. 
Mount Fletcher liegt an der Regionalstraße R56, die Nqanqarhu im Süden und Matatiele im Norden verbindet.